# Tân Quy Tây
Tân Quy Tây là một xã thuộc thành phố Sa Đéc, tỉnh Đồng Tháp, Việt Nam.

## Địa lý

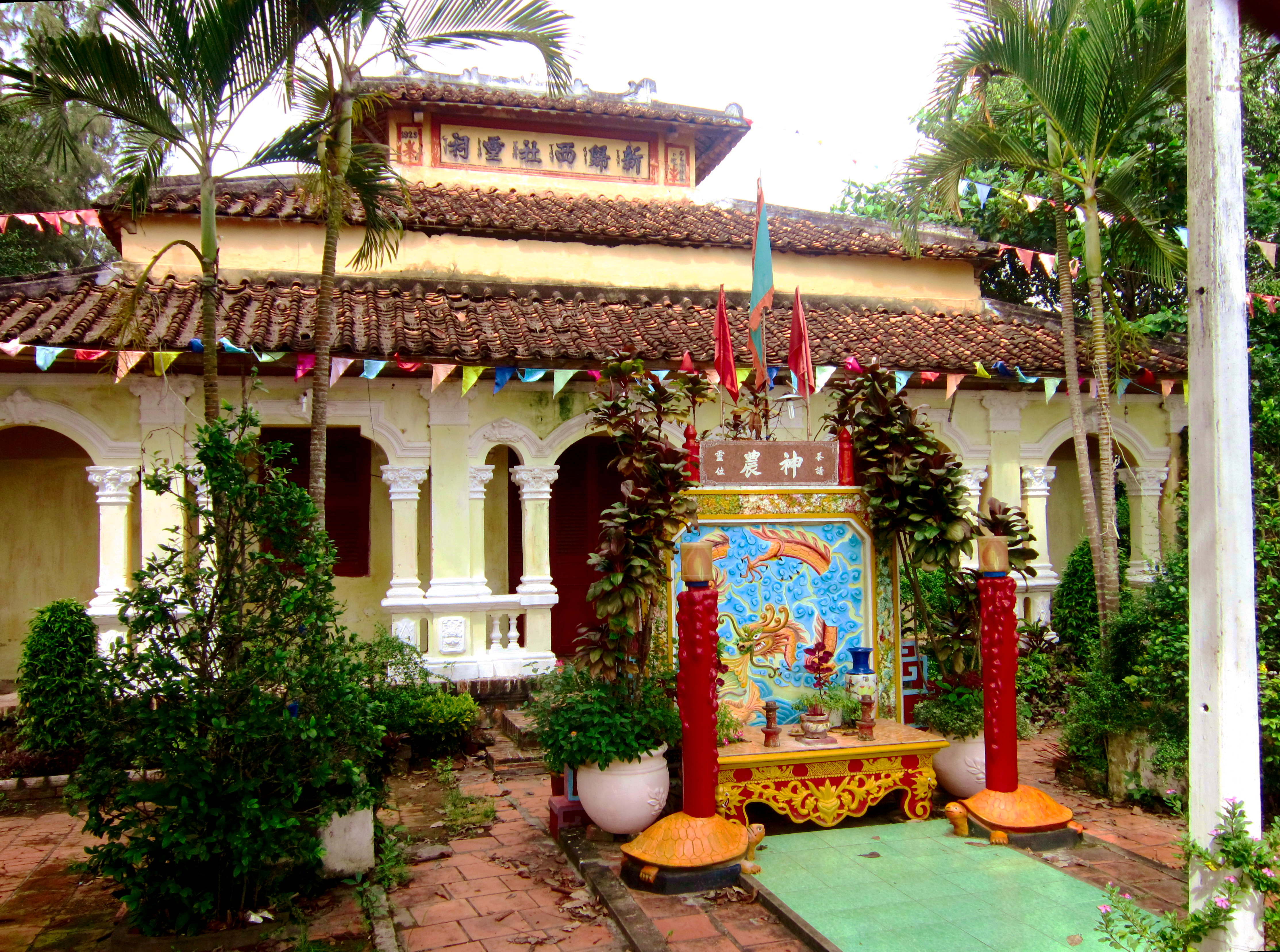
Đình Tân Quy Tây

Xã Tân Quy Tây nằm ở phía tây thành phố Sa Đéc, có vị trí địa lý:
- Phía đông và phía nam giáp phường An Hòa
- Phía tây giáp huyện Lai Vung
- Phía bắc giáp phường Tân Quy Đông.

Xã có diện tích 4,68 km², dân số năm 2004 là 4.200 người, mật độ dân số đạt 897 người/km².

## Hành chính
Xã Tân Quy Tây được chia thành 3 ấp gồm: Tân Thành, Tân Lập, Tân Lợi.

## Lịch sử
Ngày 10 tháng 9 năm 1981, Hội đồng Bộ trưởng ban hành Quyết định 62-HĐBT. Theo đó:
- Chuyển ấp Tân Bình thuộc xã Tân Quy Tây về Phường 1 mới thành lập
- Sáp nhập một phần diện tích và dân số của xã Vĩnh Phước vừa giải thể vào xã Tân Quy Tây.

Ngày 16 tháng 2 năm 1987, Hội đồng Bộ trưởng ban hành Quyết định số 36-HĐBT. Theo đó, sáp nhập ấp Tân Lợi thuộc xã Tân Dương, huyện Thạnh Hưng vào xã Tân Quy Tây.
Ngày 30 tháng 11 năm 2004, Chính phủ ban hành Nghị định số 194/2004/NĐ-CP. Theo đó, thành lập phường An Hòa trên cơ sở 641,10 ha diện tích tự nhiên và 7.490 người của xã Tân Quy Tây.
Sau khi điều chỉnh địa giới hành chính, xã Tân Quy Tây còn lại 468,19 ha diện tích tự nhiên và 4.200 người.